# Sachsenhain

Panorama mit Kanzel und Wegen

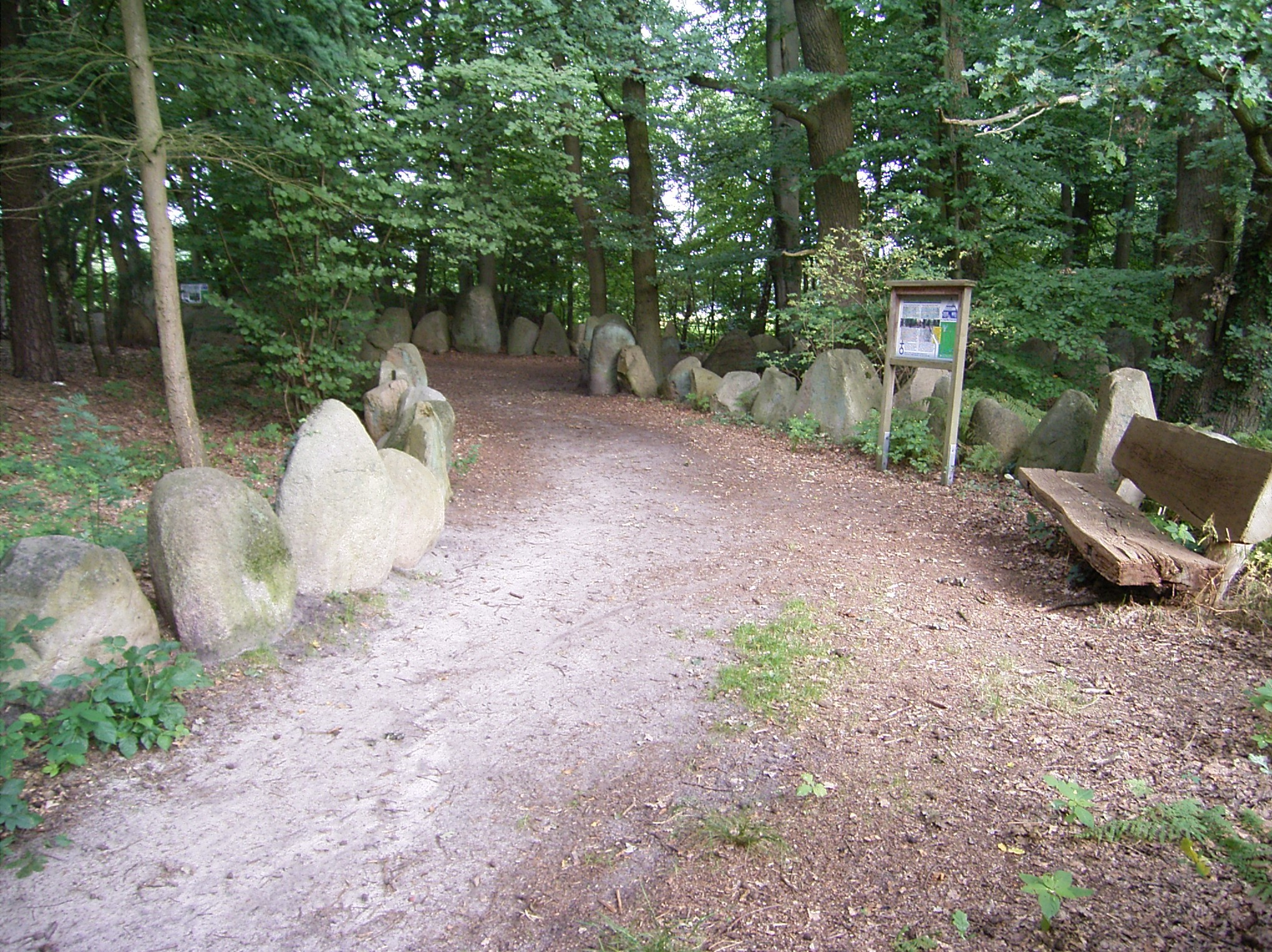
Sachsenhain

Der Sachsenhain ist eine ehemalige, großflächige Denkmalanlage der Nationalsozialisten im niedersächsischen Verden (Aller). Heute betreibt die Evangelisch-lutherische Landeskirche Hannovers dort den Jugendhof Sachsenhain.

## Geschichte
Der Name Sachsenhain bezieht sich auf das Blutgericht von Verden, bei welchem nach den Annales regni Francorum Karl der Große die Rädelsführer der Schlacht am Süntel im Jahre 782 hinrichten ließ. Einen ersten Entwurf für eine Gedenkstätte mit einem 70 Meter hohen Monument und einer 12 Meter langen Widukind-Skulptur mit Pferd legte der antisemitische Verleger und Hauptsponsor der frühen NSDAP, Julius Friedrich Lehmann,  vor.
Die 1934 vom Chefideologen der NSDAP, Alfred Rosenberg, geforderte antichristliche Gedenkstätte wurde im Auftrag der Forschungsgemeinschaft Deutsches Ahnenerbe vom Reichsarbeitsdienst und örtlichen Baufirmen unter Mithilfe lokaler Handwerksbetriebe angelegt. Die Entwürfe lieferten der Gartengestalter Wilhelm Hübotter und Karl Dröge, während Reinhard Berkelmann als Mitarbeiter fungierte. Umgesetzt wurden die Pläne von der damals neu gegründeten Baufirma Matthäi.
Zwischen 1934 und 1936 ließ der Reichsführer SS, Heinrich Himmler, für den ovalgeformten Sachsenhain 4500 Findlinge zusammentragen und entlang eines zwei Kilometer langen und sechs Meter breiten Rundwegs aufstellen, als Gedenkstätte für die angeblich 4500 heidnischen Sachsen, die von Karl dem Großen beim Blutgericht von Verden an dieser Stelle hingerichtet worden sein sollen. Die Steine sind senkrecht in Reihen nebeneinander in den Boden eingegraben worden in der Art von historischen Schweinepferchanlagen.
Die Bauern der Umgebung wurden verpflichtet, jeden Findling, den sie fanden, dort bereitzustellen. Unter den Findlingen befinden sich auch Runen- und Opfersteine, was den Schluss nahelegt, dass durch die Maßnahme eine größere Anzahl Megalithgräber im Umland unwiederbringlich zerstört wurde. Da die geforderte Anzahl von 4500 Findlingen nicht beschafft werden konnte, wurden die Lücken mit Bruchsteinen aufgefüllt.
Im Süden gibt es zwei Kanzeln, die auf eine große Wiese, den sogenannten Thingplatz, ausgerichtet sind. Einen wirklichen Thing hat es an dieser Stelle nie gegeben. Im Norden der Anlage wurden fünf alte niedersächsische Fachwerkhäuser (darunter der Zehnthof des Herzogs Christian von Wolfenbüttel), die nach ihrem Abbruch an anderen Orten restauriert worden waren, wieder aufgebaut und der 80. SS-Standarte als Schulungsstätte übergeben. Zum Bau der Schulungsstätte wurde von der Schutzstaffel (SS) das KZ-Außenlager Verden, ein Außenlager des KZ Neuengamme, von Januar bis April 1945 betrieben. Der Innenbereich des Haines diente der SS als Übungsplatz.
Am 21. Juni 1935 fand eine große Einweihungs- und Sonnenwendfeier statt, in der die als heidnische Kultstätte und SS-Aufmarschplatz geplante, noch unfertige Anlage von Alfred Rosenberg, Heinrich Himmler und Walther Darré (Reichsbauernführer und Leiter des Rasse- und Siedlungshauptamtes der SS) eingeweiht wurde.
Nach dem Zweiten Weltkrieg wohnten zunächst Vertriebene in den Häusern. Ab 1950 pachtete die Evangelische Jugend die Häuser von der britischen Militärregierung, 1956 erwarb die Evangelisch-Lutherische Landeskirche Hannovers das Gelände vom Land Niedersachsen. Die Evangelische Jugend
betreibt dort seit 1950 den „Evangelischen Jugendhof Sachsenhain“, eine Bildungs- und Tagungsstätte. 1966 wurde die Anlage durch eine Kapelle in Stahlskelettbauweise erweitert. 1976 wurde eines der Fachwerkhäuser vollständig und Teile der Anlage durch einen Brand zerstört, dafür wurden zwei neue Häuser mit vorgesetztem Fachwerk gebaut und ab 1977/1978 wieder genutzt.
Der steingesäumte Rundweg im Gelände des Jugendhofes ist zugänglich und ein Touristen- und Ausflugsziel, aber auch Anziehungspunkt für Neonazis und rechtsextreme, „neuheidnische“ Gruppen.